# Ambassade du Brésil en France
L'ambassade du Brésil en France est la représentation diplomatique de la république fédérative du Brésil auprès de la République française. Elle est située au no 34 du cours Albert-Ier, dans le 8e arrondissement de Paris, la capitale du pays. Son ambassadeur est, depuis 2023, Ricardo Neiva Tavares.

## Histoire
Dans les années 1900, la légation du Brésil se trouvait 3 place Malesherbes (17e arrondissement), tandis que sa chancellerie était située 47 rue de Lisbonne (8e arrondissement) et son consulat général 51 rue Cambon (1er arrondissement). Dans les années 1920, l'ambassade du Brésil était installée 17 rue Quentin-Bauchart (8e arrondissement), tandis que son consulat général était situé 23 rue Drouot (9e arrondissement).
L'actuelle ambassade est installée dans un ancien hôtel particulier situé au nos 34 et 34bis : l’hôtel de La Ferronnays dit également hôtel Schneider. Ce vaste hôtel particulier d'une emprise au sol de 623 mètres carrés, élevé sur un terrain de 1 859 mètres carrés, a été bâti dans la première moitié du XIXe siècle pour Arthur Louis Gibert (1759-1864), agent de change à Paris. En 1865, l'hôtel revient à ses deux filles, Élise Lucie Camille (née en 1822), comtesse Augustin de La Roche Aymon et Guillelmine Marie Lucie (1819-1906), comtesse Adolphe de La Ferronnays, qui lui donne son nom. Dame d'honneur de la « comtesse de Chambord », la comtesse de La Ferronnays a publié ses Mémoires en 1899. « L'hôtel de la comtesse de La Ferronnays, née Gibert, rapporte André de Fouquières, eut une importance en quelque sorte historique : le comte de Paris, avant son exil, était un assidu des brillantes réceptions de Mme de La Ferronnays, et c'est au cours de l'une d'elles que fut projetée l'union entre la princesse Amélie d'Orléans et le duc de Bragance, futur roi de Portugal. Un autre roi qui, lui, avait perdu sa couronne, fut aussi son hôte : Don Carlos VII qui, pendant quatre ans avait été reconnu comme souverain par une partie de l'Espagne, pendant les farouches luttes carlistes. ».
L'hôtel est vendu aux banquiers Demachy et Seillière, qui le revendent en 1900 à Eugène II Schneider (1868-1942), grand industriel de la sidérurgie, qui s'y installe avec sa femme née Antoinette de Rafélis Saint-Sauveur (1875-1969), qu'il a épousée en 1898. Il fait transformer — ou reconstruire ? — le vieil hôtel par le célèbre architecte Ernest Sanson, qui crée notamment l'enfilade des pièces de réception. C'est dans cet hôtel qu'a lieu le 19 juin 1920 la signature du contrat de mariage de la fille d'Eugène Schneider, May, avec le duc de Brissac. Sous l'Occupation, Pierre de Cossé-Brissac y mène avec son épouse une vie mondaine, y recevant le Tout-Paris de la collaboration (Arletty, Sacha Guitry, Coco Chanel, Paul Morand, Josée Laval ou encore Pierre Drieu la Rochelle).
Le 16 juillet 1971, la famille Schneider vend l'hôtel pour 14 millions de francs au Brésil, qui y installe la chancellerie de son ambassade à Paris. Au sous-sol et au rez-de-chaussée, l'hôtel est en pierre de taille. Au premier étage, il est bâti en moellons recouverts d'enduit avec entablement de pierre ; le brisis est en ardoise et le terrasson en zinc.
La résidence de l'ambassadeur se trouve au 5, rue de l'Amiral-d'Estaing, dans le 16e arrondissement.

## Ambassadeurs du Brésil en France

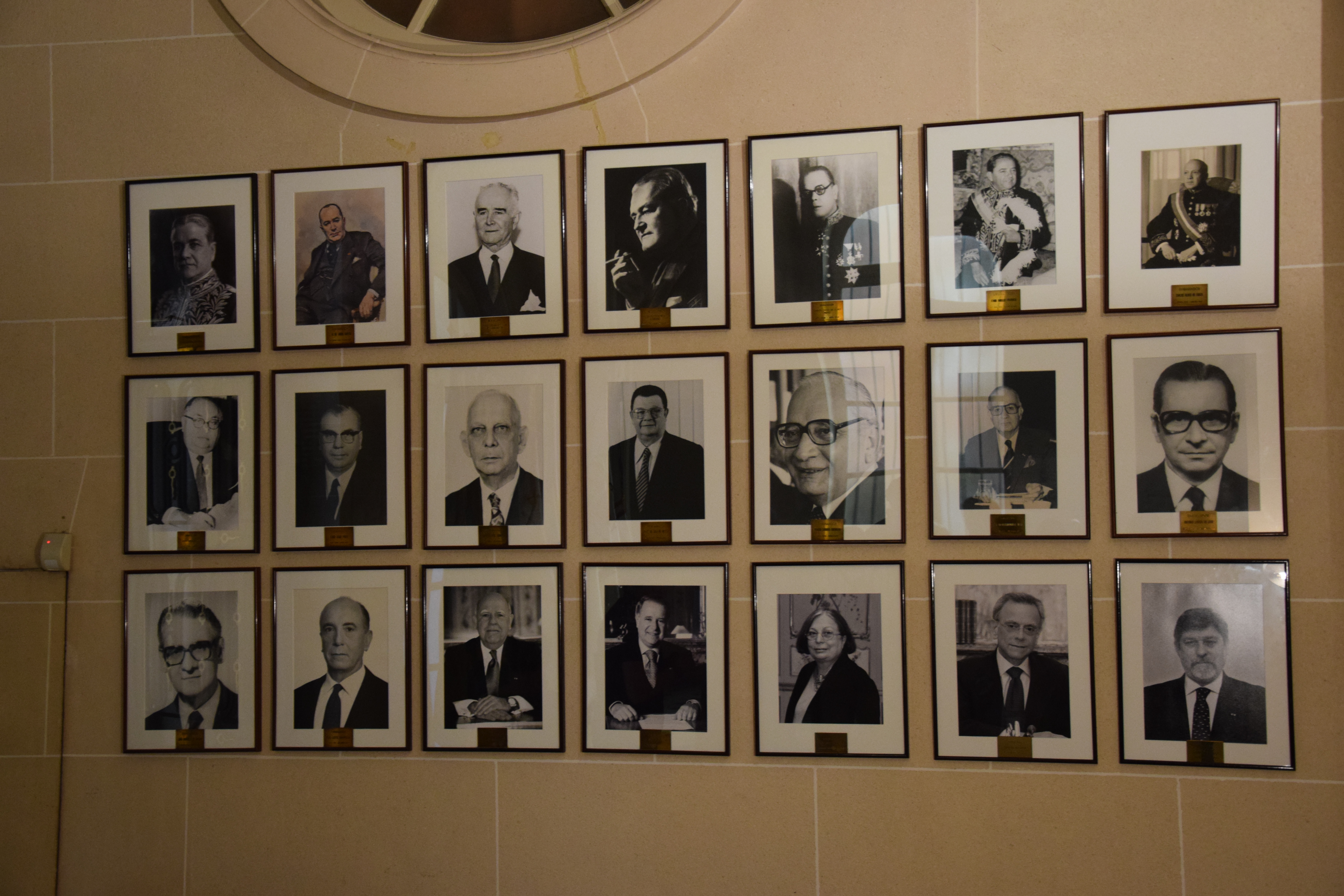
Mur de photos des ambassadeurs du Brésil en France.

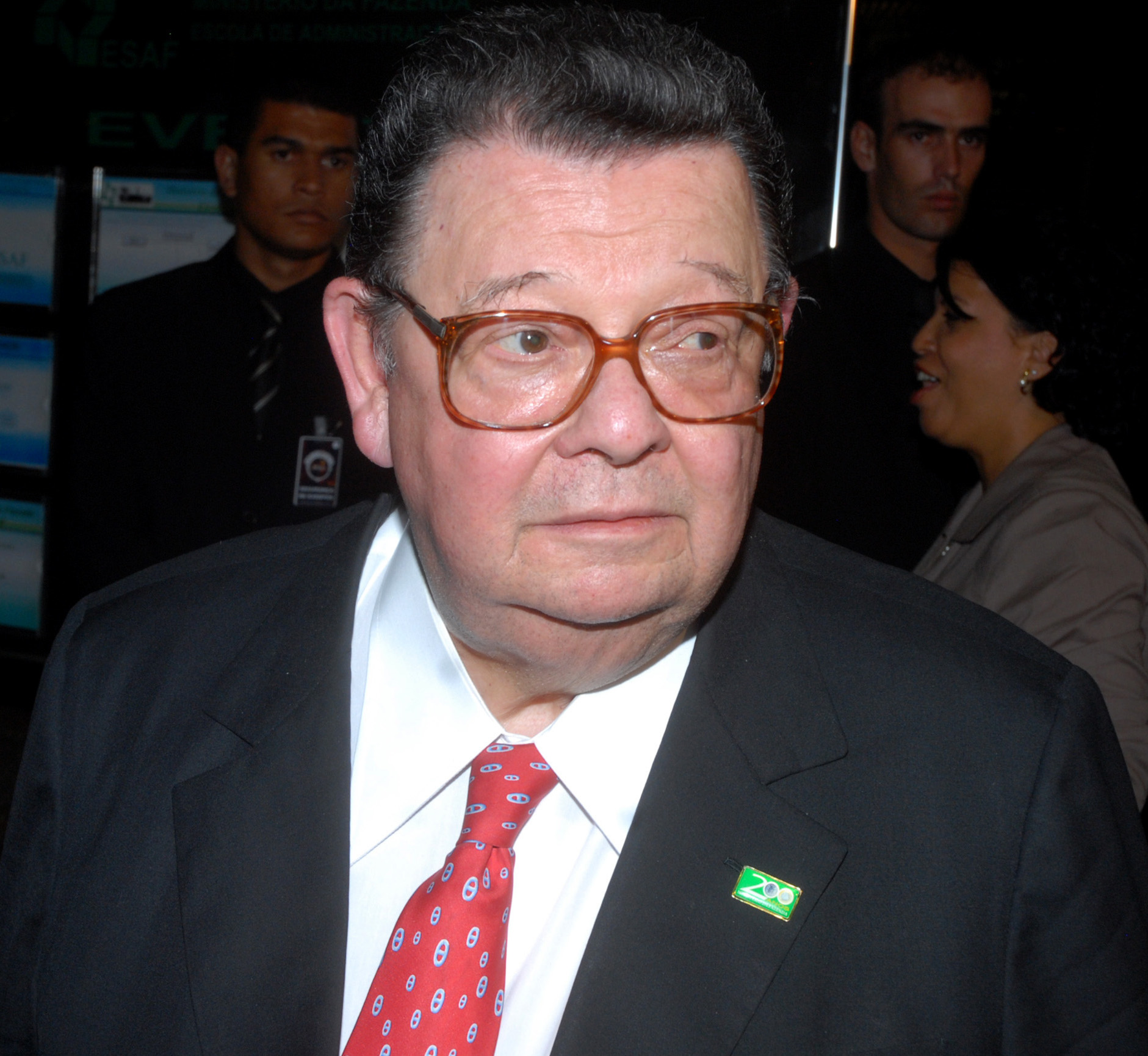
Antônio Delfim Netto a été ambassadeur du Brésil en France entre 1975 et 1978.

Les ambassadeurs du Brésil en France ont été successivement :
| Date de nomination                                                  | Date de nomination                                                  | Date de remise des lettres de créance                               | Date de remise des lettres de créance                               | Diplomate                                                           |
| En qualité d'envoyés extraordinaires et ministres plénipotentiaires | En qualité d'envoyés extraordinaires et ministres plénipotentiaires | En qualité d'envoyés extraordinaires et ministres plénipotentiaires | En qualité d'envoyés extraordinaires et ministres plénipotentiaires | En qualité d'envoyés extraordinaires et ministres plénipotentiaires |
| ------------------------------------------------------------------- | ------------------------------------------------------------------- | ------------------------------------------------------------------- | ------------------------------------------------------------------- | ------------------------------------------------------------------- |
| ?                                                                   |                                                                     | 6 février 1885                                                      | [ JORF 1 ]                                                          | Baron d'Arinos                                                      |
| ?                                                                   |                                                                     | 10 avril 1889                                                       | [ JORF 2 ]                                                          | Baron de Penedo                                                     |
|                                                                     |                                                                     |                                                                     |                                                                     |                                                                     |
| ?                                                                   |                                                                     | 6 juillet 1912                                                      | [ JORF 3 ]                                                          | Magalhaës                                                           |
|                                                                     |                                                                     |                                                                     |                                                                     |                                                                     |
| ?                                                                   |                                                                     | 14 mai 1919                                                         | [ JORF 4 ]                                                          | Raul Régis de Oliveira (de)                                         |
| En qualité d'ambassadeurs extraordinaires et plénipotentiaires      |                                                                     |                                                                     |                                                                     |                                                                     |
| ?                                                                   |                                                                     | 9 décembre 1919                                                     | [ JORF 5 ]                                                          | Gastão da Cunha                                                     |
| ?                                                                   |                                                                     | 28 décembre 1922                                                    | [ JORF 6 ]                                                          | Luiz Martins de Souza Dantas                                        |
| ?                                                                   |                                                                     | 21 octobre 1944                                                     | [ JORF 7 ]                                                          | Frederico de Castello Branco Clark                                  |
| ?                                                                   |                                                                     | 11 mai 1948                                                         | [ JORF 8 ]                                                          | Carlos Martins Pereira e Souza (de)                                 |
| ?                                                                   |                                                                     | 20 avril 1950                                                       | [ JORF 9 ]                                                          | Carlos Celso de Ouro Preto (de)                                     |
| ?                                                                   |                                                                     | 10 novembre 1953                                                    | [ JORF 10 ]                                                         | Caio de Melo Franco (pt)                                            |
| ?                                                                   |                                                                     | 13 mars 1956                                                        | [ JORF 11 ]                                                         | Carlos Alves de Souza                                               |
| ?                                                                   |                                                                     | 25 juillet 1964                                                     | [ JORF 12 ]                                                         | Antonio Mendes Vianna                                               |
| ?                                                                   |                                                                     | 2 mai 1966                                                          | [ JORF 13 ]                                                         | Olavo Bilac Pinto (pt)                                              |
| ?                                                                   |                                                                     | 30 juillet 1970                                                     | [ JORF 14 ]                                                         | Aurélio de Lira Tavares                                             |
| ?                                                                   |                                                                     | 20 février 1975                                                     | [ JORF 15 ]                                                         | Antônio Delfim Netto                                                |
| ?                                                                   |                                                                     | 11 mai 1978                                                         | [ JORF 16 ]                                                         | Ramiro Saraiva Guerreiro (pt)                                       |
| ?                                                                   |                                                                     | 12 juillet 1979                                                     | [ JORF 17 ]                                                         | Luiz do Nascimento e Silva                                          |
| ?                                                                   |                                                                     | décembre 1984                                                       |                                                                     | Antonio Corréa Do Lago                                              |
| ?                                                                   |                                                                     | 4 mars 1988                                                         | [ JORF 18 ]                                                         | João Hermes Pereira de Araújo (de)                                  |
| ?                                                                   |                                                                     | 30 septembre 1991                                                   | [ JORF 19 ]                                                         | Carlos Alberto Leite Barbosa (de)                                   |
| ?                                                                   |                                                                     | 7 octobre 1997                                                      | [ JORF 20 ]                                                         | Marcos Azambuja (pt)                                                |
| ?                                                                   |                                                                     | 26 juin 2003                                                        | [ JORF 21 ]                                                         | Sérgio Silva Amaral (de)                                            |
| ?                                                                   |                                                                     | 12 octobre 2005                                                     | [ JORF 22 ]                                                         | Vera Pedrosa Martíns de Almeida (de)                                |
| ?                                                                   |                                                                     | 22 avril 2008                                                       | [ JORF 23 ]                                                         | José Maurício Bustani                                               |
| ?                                                                   |                                                                     | 6 juillet 2015                                                      | [ JORF 24 ]                                                         | Paulo Cesar de Oliveira Campos                                      |
| ?                                                                   |                                                                     | 10 décembre 2019                                                    | [ JORF 25 ]                                                         | Luís Fernando Andrade Serra                                         |
| ?                                                                   |                                                                     | 22 septembre 2023                                                   | [ JORF 26 ]                                                         | Ricardo Neiva Tavares                                               |

## Consulats

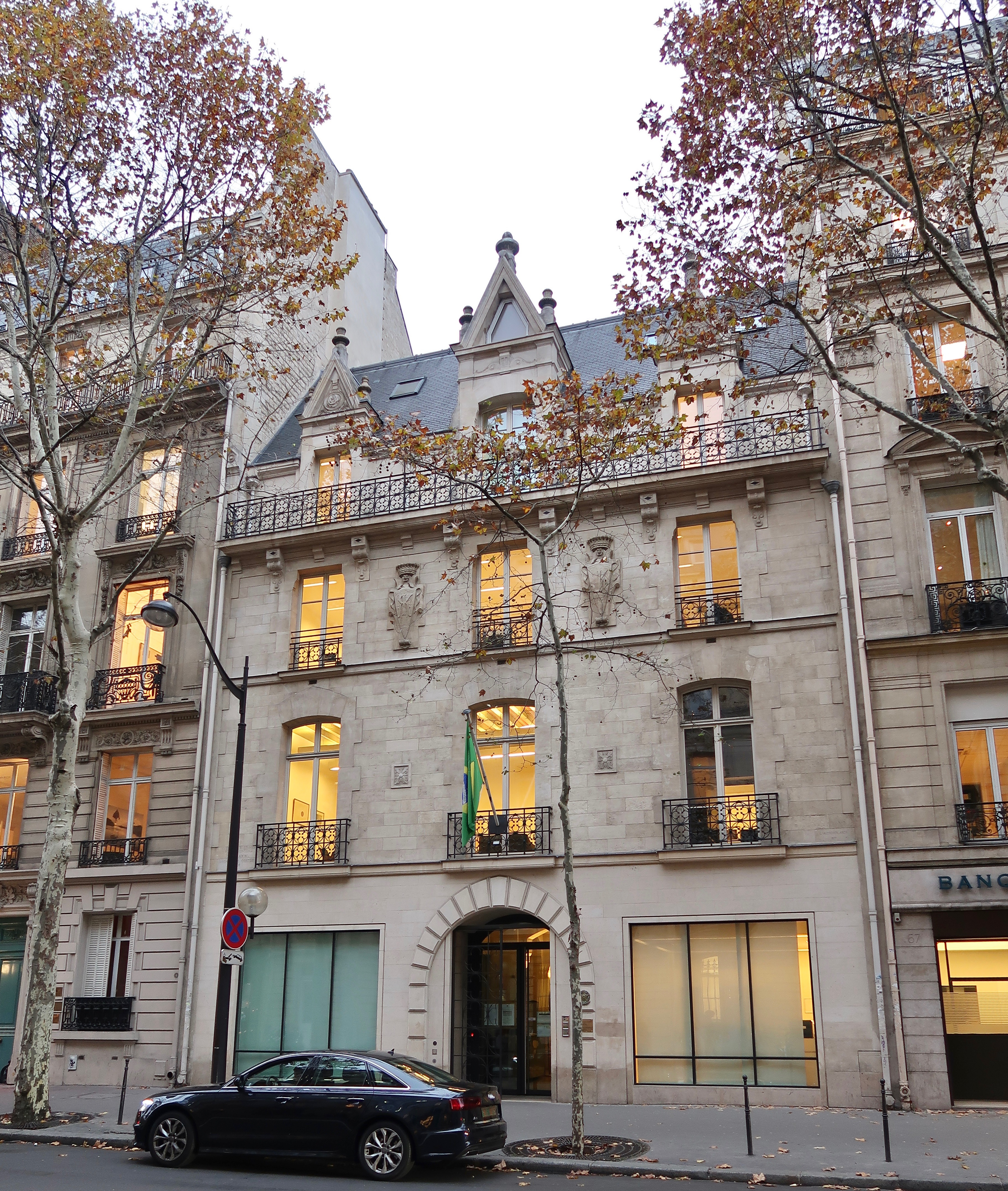
Consulat général du Brésil à Paris.

Outre son ambassade à Paris, le Brésil possède un consulat général à Paris, un consulat général à Cayenne (Guyane) et un consulat à Saint-Georges (Guyane) ainsi que des consulats honoraires à Dijon, au Havre, à Strasbourg, à Lille et à Nantes.

## Galerie de photographies de l'ambassade

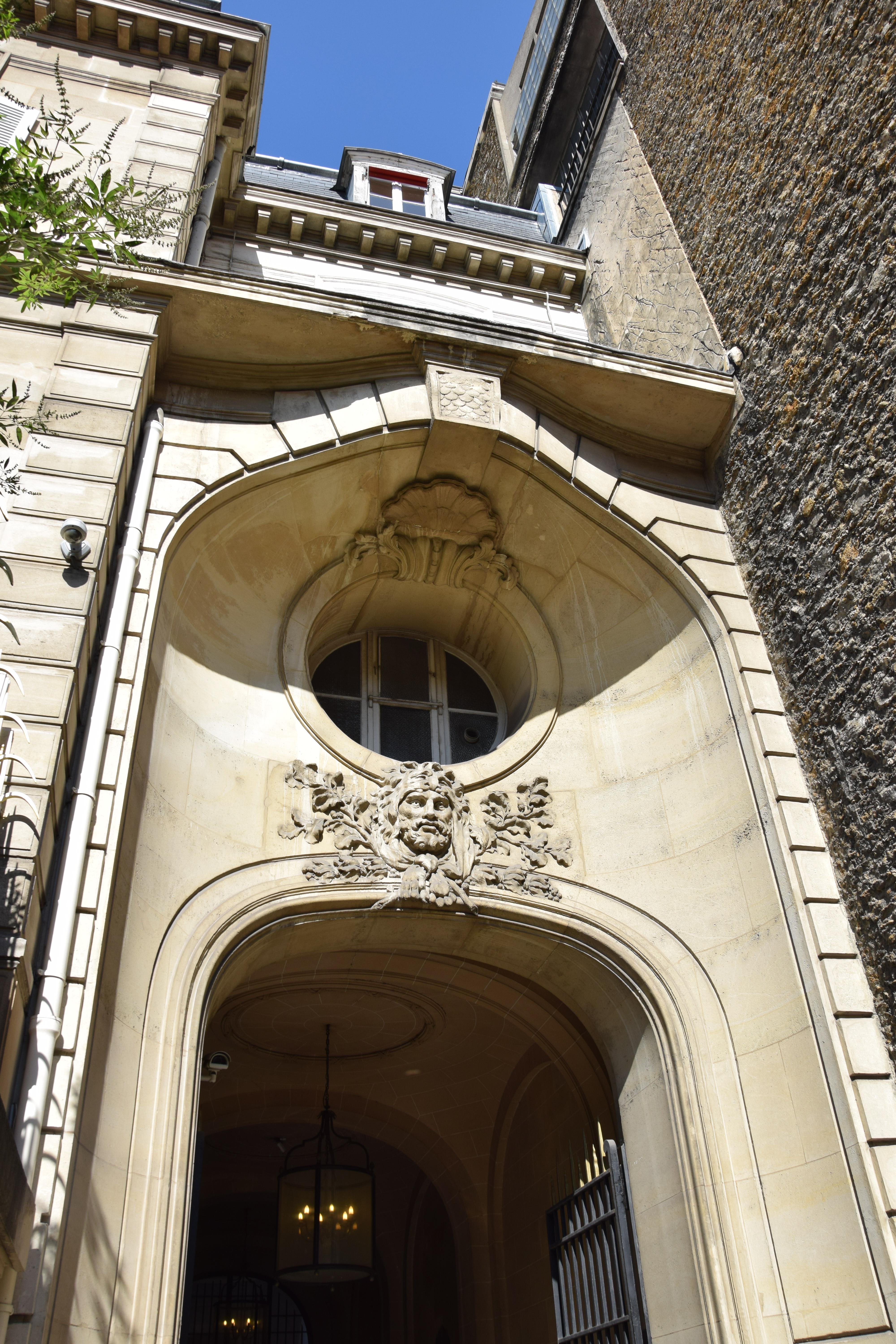
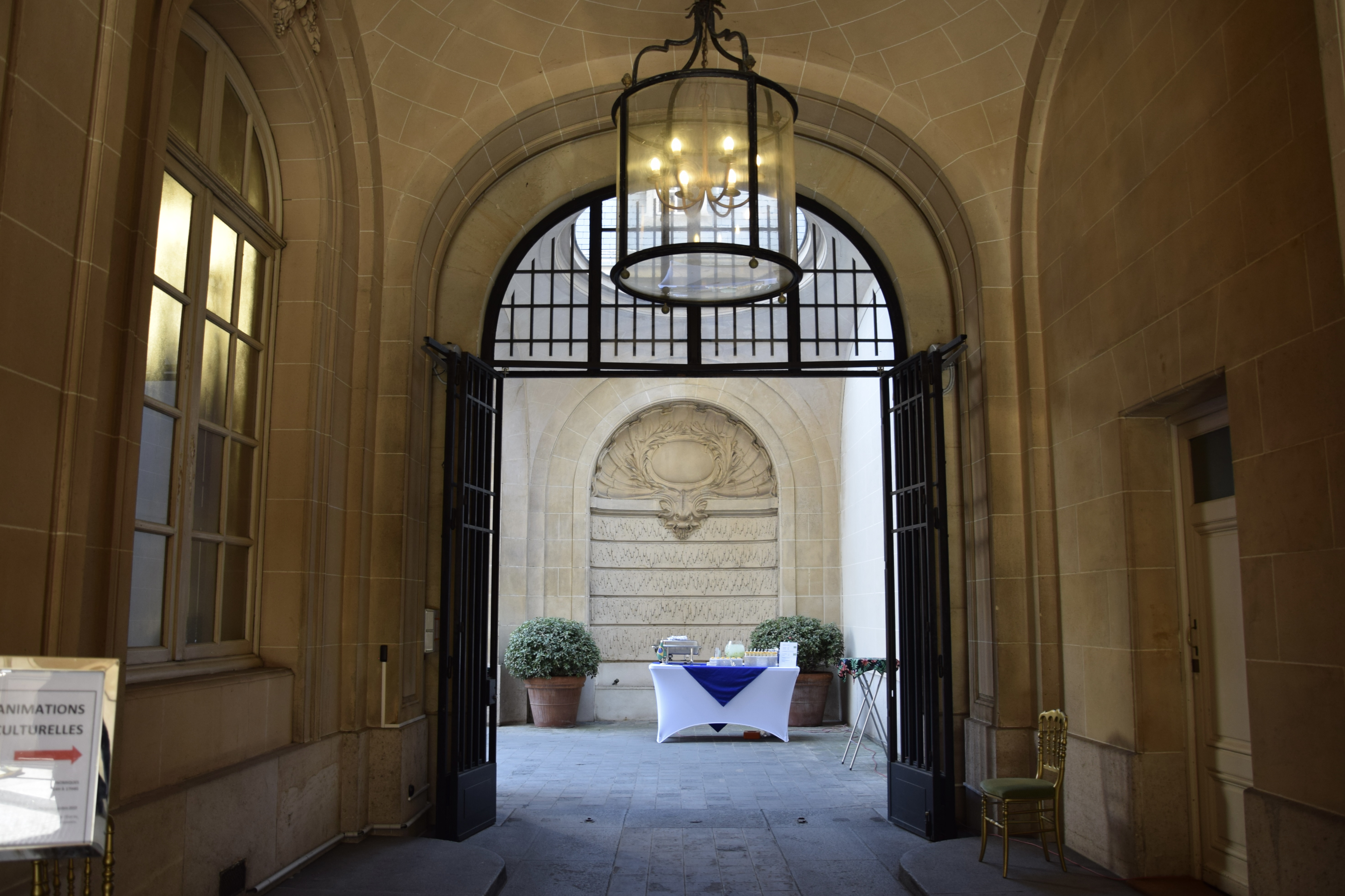
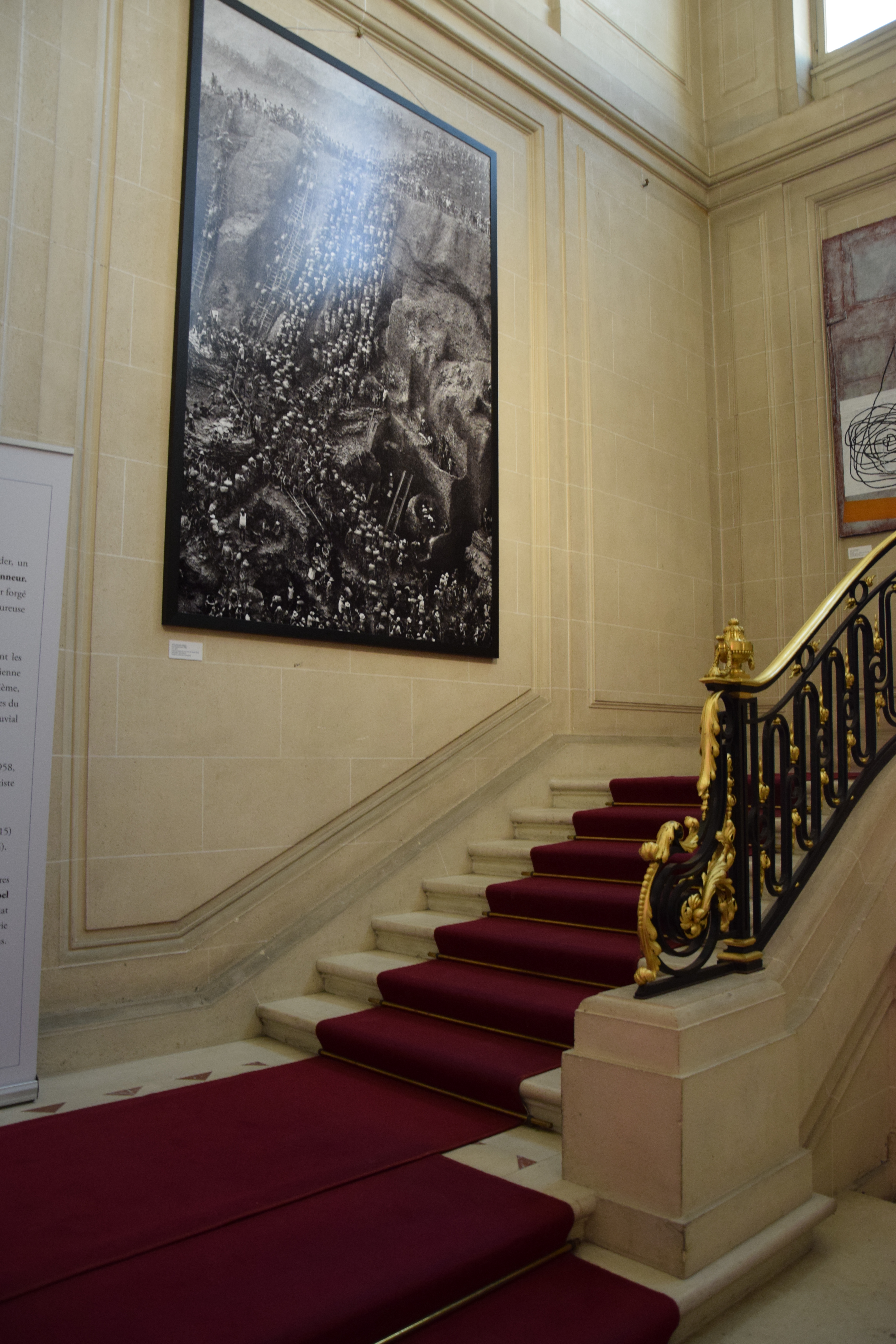
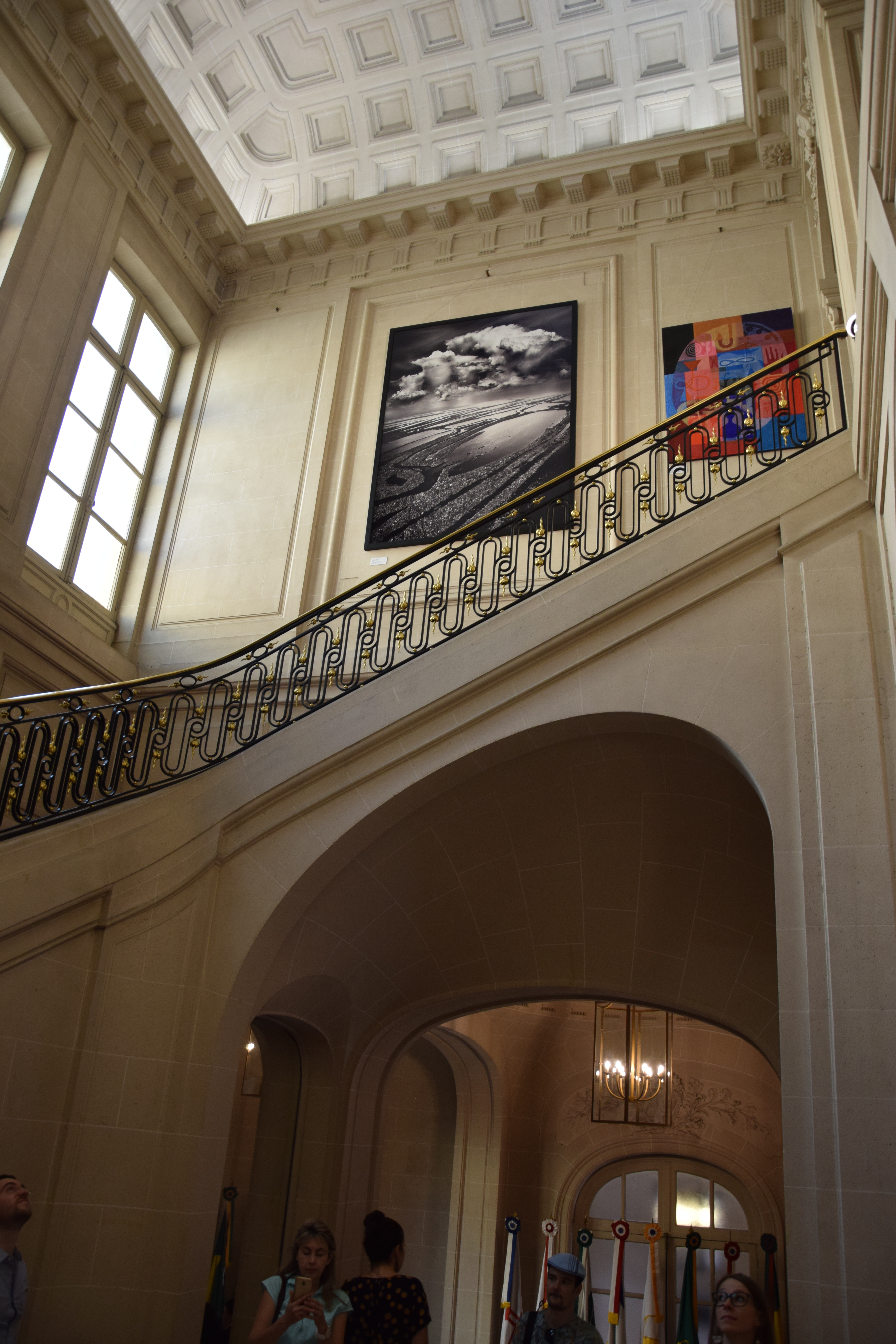
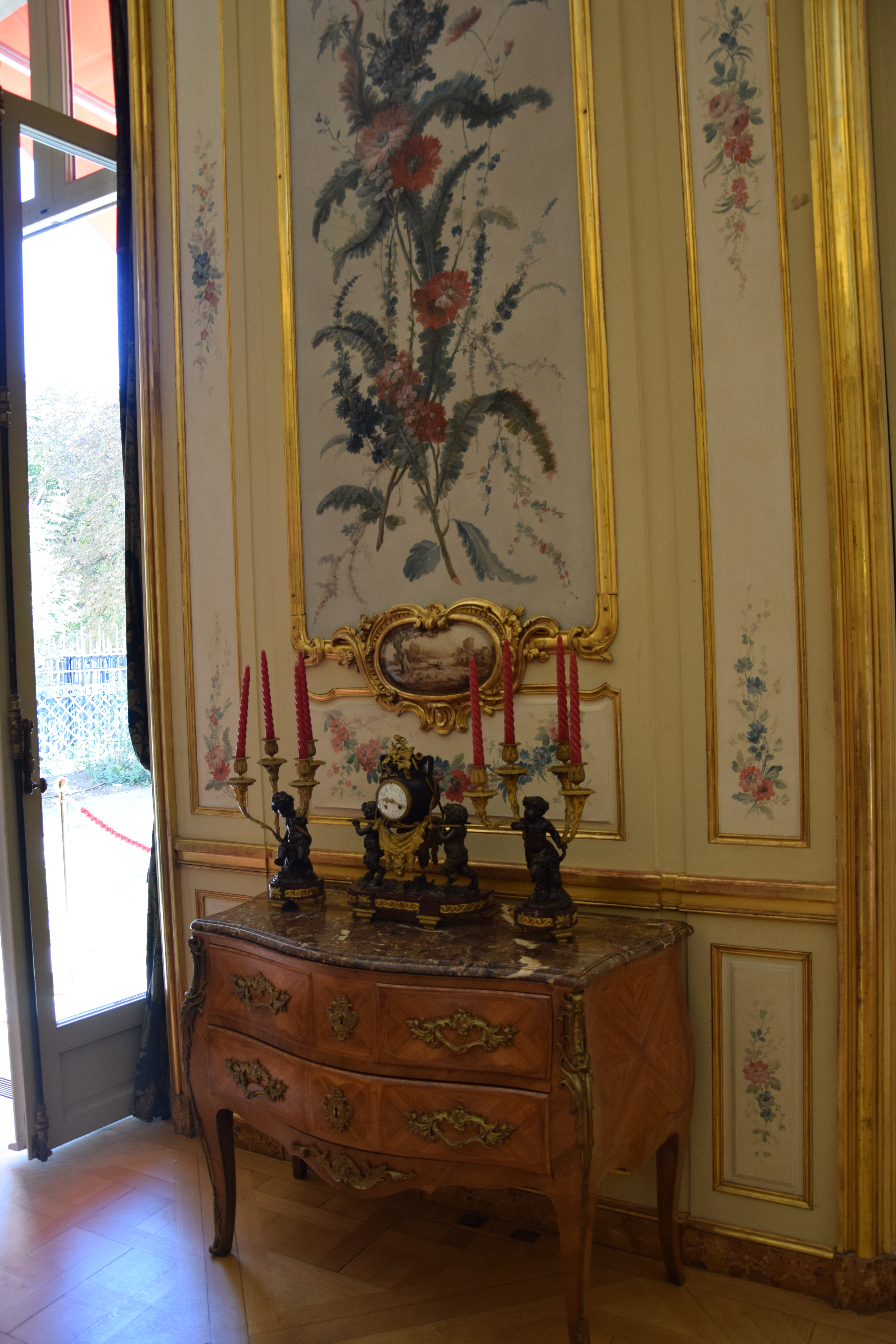
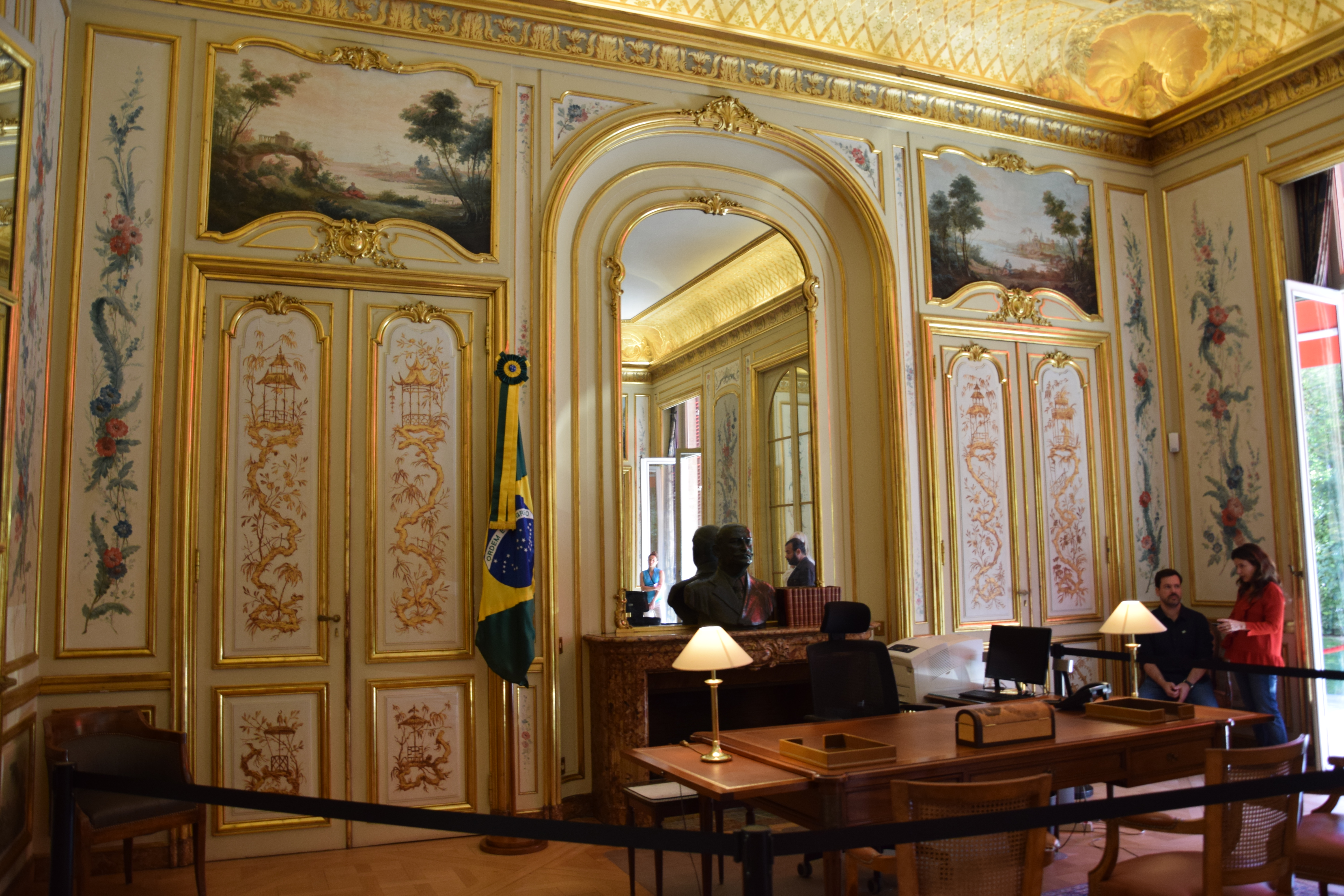
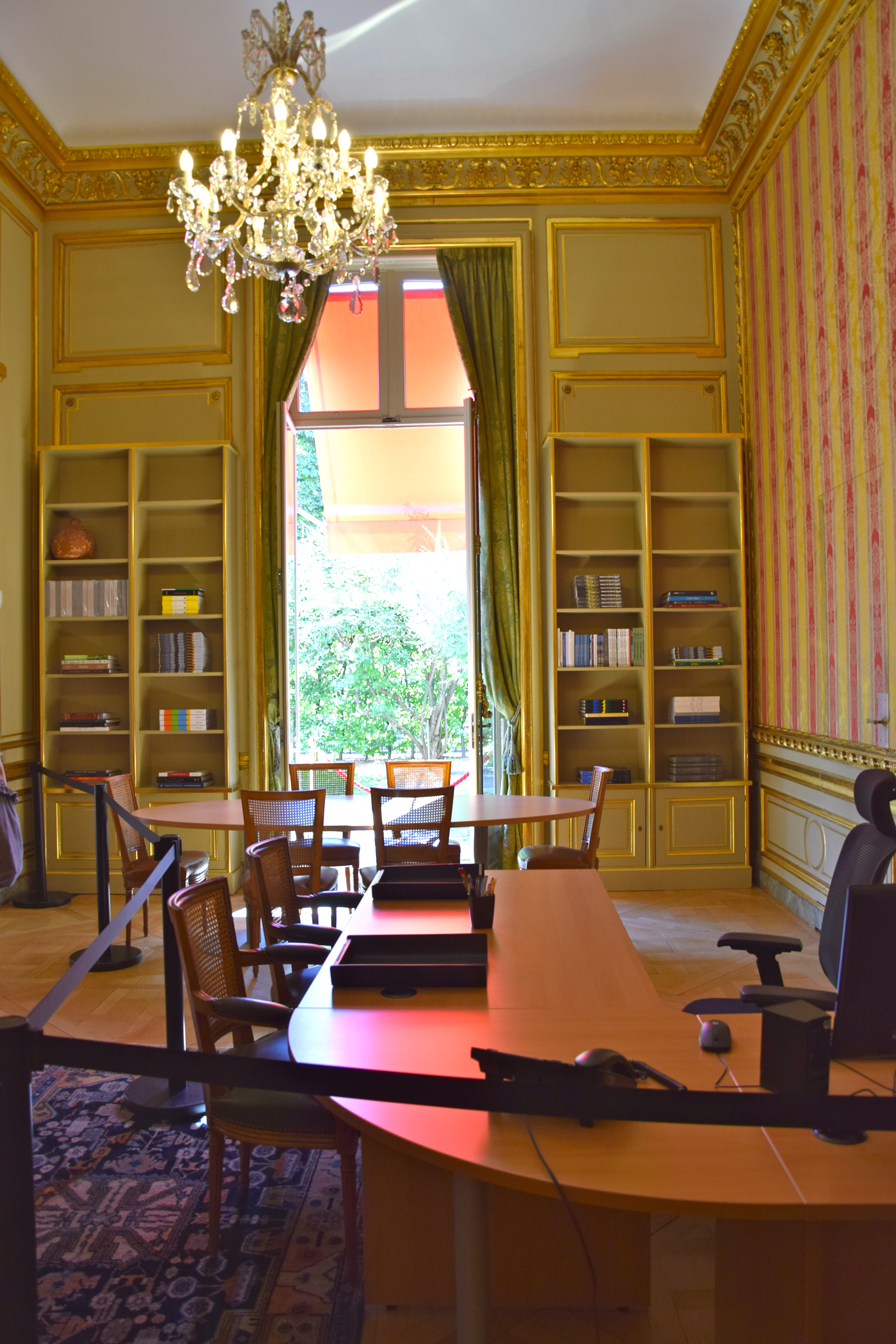
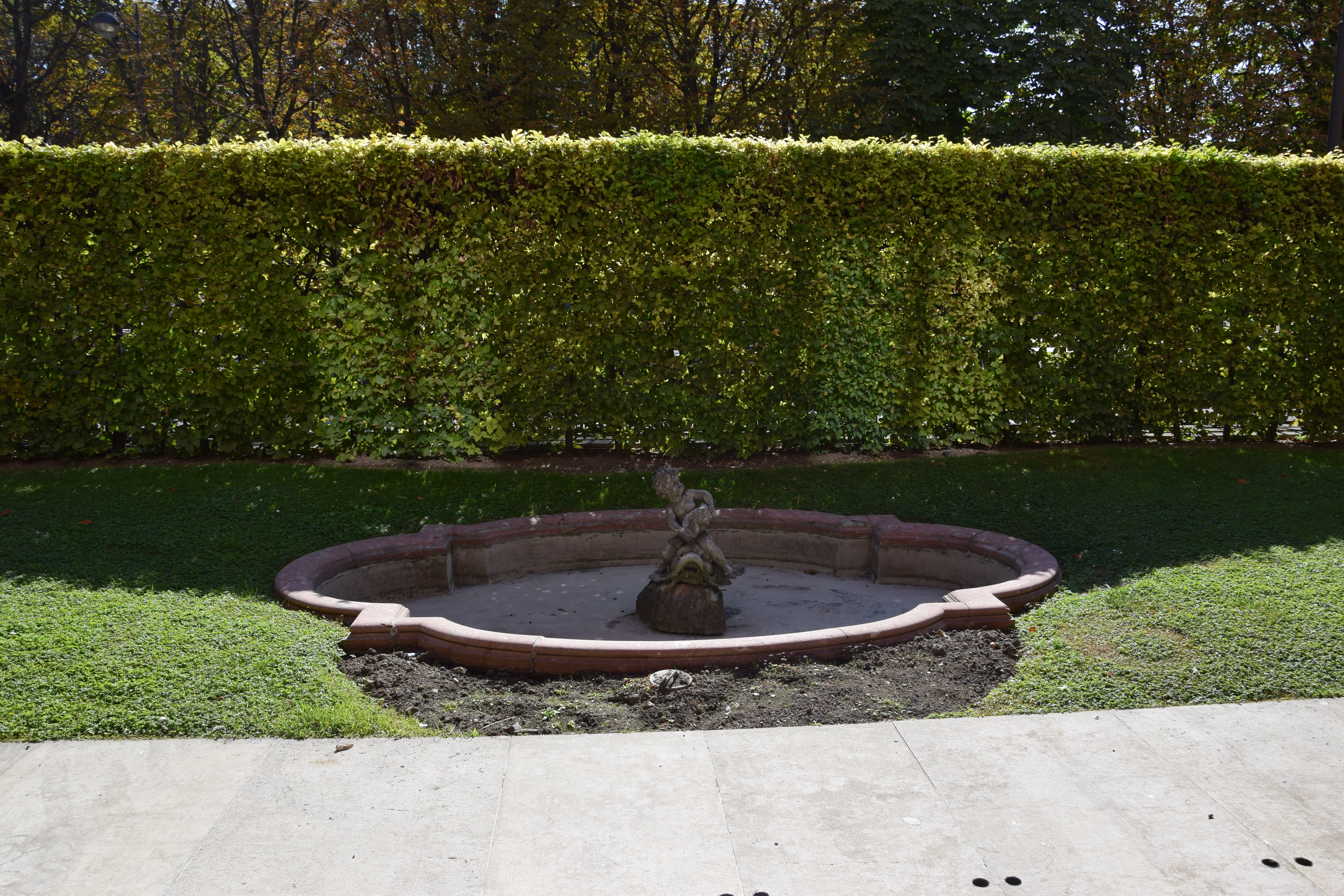